# Gitara pikasso
Gitara Pikasso  (również Pikasso lub Pikasso 1) – instrument muzyczny, pochodna gitary, stworzony przez kanadyjską lutniczkę Lindę Manzer. Jest to czterogryfowy, 42-strunowy instrument będący połączeniem tradycyjnej gitary, koto i harfy. 
Został stworzony na zamówienie i spopularyzowany przez muzyka jazzowego Pata Metheny'ego. Brzmienie tego instrumentu można usłyszeć m.in. w utworze Metheny'ego „Into the Dream”, jak i na jego albumach Quartet, Imaginary Day, Jim Hall & Pat Metheny, Trio→Live oraz Metheny Mehldau Quartet. Instrument ten można zobaczyć na wydawnictwach DVD Speaking of Now Live i Imaginary Day.
Stworzenie tego instrumentu zajęło lutnikowi 2 lata (około 1000 roboczogodzin). Po nastrojeniu instrumentu całkowita siła naciągu strun to około 450 kg, zaś jego waga to 6,7 kg.
Instrument swą nazwę zawdzięcza malarzowi kubiście Pablowi Picassowi.